# Культурная экспансия
Культурная экспансия — комплексный, системный и многогранный процесс, детерминированный, во-первых, расширением области влияния доминирующей культуры за её исторически сложившиеся первоначальные пределы; во-вторых, последовательной расширяющейся практикой использования на новых, ранее не задействованных, территориях символических объектов, смыслов, средств их выражения.

## Трактовки понятия
Отметим, что некоторые исследователи говорят о культурной экспансии в том случае, если определённая национальная культура экстраполируется за территорию государственных границ.
Фактором дифференциации культурной и биологической экспансии является то обстоятельство, что при реализации соответствующей культурологической динамике не происходят процессы вытеснения одним биологическим видом другого.
Культурная экспансия может быть рассмотрена как целостный процесс культурной диффузии, когда взаимодействующие стороны (главным образом, национальные культуры) осуществляют взаимный обмен присущими ими ценностями.
При этом процесс экспансионной культурной коммуникации носит асинхронный, несбалансированный характер: имеют место «культура-донор» (наиболее активная национальная культура, последовательно расширяющая зоны своей локализации) и «культура-реципиент» как некоторая существенно более пассивная сторона, в том или ином виде воспринимающая новые для её ценности.
Согласно имеющим место культурологическим концептам, процессы осуществления культурной экспансии детерминированы, во-первых, механизмами реализации демографической (биологической) экспансии; во-вторых, факторами политического, социального, экономического характера.
Отметим, таким образом, что понятие культурной экспансии тесным образом коррелирует с категорией «политико-экономическая экспансия» как системного процесса последовательного распространения того или иного образа жизни.

## Критика
Критические оценки концепции культурной экспансии основываются на инвариантности её факторов, действующих сил, источников. Фактически затруднительно однозначно и не допускающим множественности мнений образом определить четкую систему факторов, приводящих к культурной экспансии, обуславливающих её динамику, эффективность, масштаб.
Наиболее ярким и значимым процессом культурной экспансии ХХ столетия исследователями определяется т. н. явление «вестернизации»: проникновение и распространение американского и западноевропейского образа жизни, спектра культурных ценностей в страны Восточной Европы, Африки, Азии.
Культурная экспансия не имеет единственных механизмов практической реализации, вместе с тем наиболее эффективными механизмами здесь являются средства пропаганды, СМИ, различного рода медиа.
Именно посредством пропаганды в течение XX столетия происходила культурная экспансия и «американского», и «советского» образов жизни.
При этом пропагандистские механизмы, задействованные в рамках культурной экспансии, были и непосредственным (явными), и опосредованными (скрытыми).
Вместе с тем, культурная экспансия — один из процессов межкультурного взаимодействия, носящие наднациональный характер.